# Прапор Великих Будищ
Пра́пор Вели́ких Буди́щ затверджений 22 лютого 1995 р. сесією Великобудиської сільської ради. 
Автор проекту прапора  — А. Гречило.

## Опис
Квадратне полотнище, на червоному тлі покладені навхрест жовті булава та пернач; по периметру йде лиштва із синіх і жовтих трикутників (ширина лиштви рівна 1/8 сторони прапора).

## Зміст
Великі Будища відомі від 1660 р. як сотенне містечко Полтавського полку. За основу сучасного герба взято сюжет з печатки Будищ із початку ХVІІІ ст., які підкреслюють місцеві козацькі традиції.